# Erwin Haller
Erwin Haller (12. März 1885 in Rein, Gemeinde Rüfenach im Kanton Aargau; † 1971) war ein Schweizer Germanist und Lehrer.

## Leben
Erwin Haller war der Sohn des Pfarrers Erwin Friedrich Haller und der Angelika Marie Haller, geborene Schwaab (1840–1918). Er wuchs mit vier Geschwistern auf, ein älterer Bruder war der Schriftsteller Paul Haller.
Er studierte an der Universität Zürich sowie in München und Berlin Germanistik und Geschichte. Von 1926 bis 1956 war er Bezirksschullehrer in Aarau. Er führte den Schweizer «Bund für vereinfachte rechtschreibung» einige Jahre als dessen Präsident.
Erwin Haller gab nach dem Freitod seines Bruders Paul dessen Werke in kritischen Editionen heraus und verfasste von ihm eine Biographie. Er verwaltete Paul Hallers persönlichen und literarischen Nachlass, der sich jetzt im Staatsarchiv Aargau befindet.

## Werke (Auswahl)
- Bürgermeister Johannes Herzog von Effingen, 1773–1840. Dissertation. Verlag H. R. Sauerländer & Co. Aarau 1911.
- Paul Haller, Gedichte. Verlag H. R. Sauerländer & Co., Aarau 1922.
- D’ Johreszyte. Es Speel uf Aargauer Tütsch für Schuelerchind. Aarau 1927.
- Paul Haller 1882–1920. Ein Lebensbild. Verlag H. R. Sauerländer & Co., Aarau 1931.
- Paul Haller 1882–1920. In: Lebensbilder aus dem Aargau. 1803–1953. Argovia, 65, 1953, S. 429–432.
- Erwin Haller: Haller, Paul. In: Neue Deutsche Biographie (NDB). Band 7, Duncker & Humblot, Berlin 1966, ISBN 3-428-00188-5, S. 551 f. (Digitalisat).
- Paul Haller. 13. Juli 1882 bis 10. März 1920. In: Brugger Neujahrs-Blätter. 32, 1922, S. 45–55.
- Paul Haller als Dichter. In: Brugger Neujahrs-Blätter. 33, 1923, S. 14–21.
- Guido Frey, Zeichenlehrer an der Bezirksschule Aarau. In: Bericht über die Städtischen Schulen Aarau. 1948/49.
- Paul Haller. Gesammelte Werke. Verlag H. R. Sauerländer & Co., Aarau 1956; 2. Auflage ebd. 1964.